# Efedrine
Efedrine is een sympathicomimeticum, dat de werking van het (ortho)sympathische zenuwstelsel stimuleert. Dit is het deel van het zenuwstelsel dat de lichaamsfuncties tijdens gevaar of spanning beïnvloedt; het maakt alerter, klaar voor actie. Er komt dan ook bij gebruik van efedrine meer noradrenaline en adrenaline vrij in het lichaam. Efedrine dankt zijn naam aan de plant Ephedra (Ephedraceae). Het is de meest werkzame alkaloïde in ephedra.
De stof is opgenomen in de lijst van essentiële geneesmiddelen van de WHO.

## Geschiedenis
Ephedra komt van nature voor in China en het zuidwesten van de Verenigde Staten. In China wordt het al zo'n 3000 jaar gebruikt. Het heet daar Ma Huang. Wetenschappers hebben in de jaren 1930 voor het eerst efedrine geïsoleerd uit de plant ephedra. Tijdens de Tweede Wereldoorlog werd er in de Nederlandsche Cocaïnefabriek in Amsterdam efedrine geproduceerd. In de jaren 90 van de twintigste eeuw werd het populair als 'partydrug' en ook verwerkt in diverse voedingssupplementen bedoeld voor afslanken door vetverbranding

## Toepassingen
De stof wordt in ziekenhuizen gebruikt om in bepaalde gevallen de bloeddruk van patiënten te reguleren, meestal heeft hiervoor Fenylefrine echter de voorkeur. Efedrine wordt ook gebruikt in sommige hoestdranken omdat het de luchtwegen verwijdt. Het was tot 2004 een ingrediënt van het vrij verkrijgbare 'Natterman extra forte'.
Het gebruik van efedrine in combinatie met een zogenaamde monoamine-oxidaseremmer kan het bloeddrukverhogend effect van MAO-remmers versterken, wat kan leiden tot hersenbloedingen.
Efedrine stimuleert het verbranden van lichaamsvet en vermindert hongergevoel; als het lichaam klaar moet zijn voor actie is het verbranden van energie belangrijker dan de aanmaak van nieuwe energie. Daarom wordt het ook wel een natuurlijke of plantaardige amfetamine genoemd.
In de diergeneeskunde wordt het middel in de efedrine-HCl-vorm toegepast ter behandeling van urine-incontinentie bij honden waarbij de eierstokken verwijderd zijn (merknaam Enurace).

## Beschikbaarheid
- Sinds april 2004 is het door de Nederlandse overheid verboden om efedrine bevattende preparaten in de vrije handel te verkopen.
- In België is efedrine niet meer op de markt als specialiteit, het kan wel op voorschrift verwerkt worden in een magistrale bereiding.

De stof staat op de dopinglijst van de WADA.